# Guzhan
Guzhan är en köping i nordvästra Kina. Den ligger i Lintan härad i den autonoma prefekturen Gannan för tibetaner i provinsen Gansu, omkring 160 kilometer söder om provinshuvudstaden Lanzhou. Antalet invånare är 4 717. Befolkningen består av 2 324 kvinnor och 2 393 män. Barn under 15 år utgör 21,0 %, vuxna 15-64 år 71 %, och äldre över 65 år 7,0 %.